# Міхайлень (Бричанський район)
Міхайлень (рум. Mihăileni) — село в Молдові в Бричанському районі. Є центром однойменної комуни, до складу якої також входить село Ґрозніца.
Більшість населення - етнічні українці. Станом на 2004 рік у селі проживало 407 українців (87%).
| Молдова | Це незавершена стаття з географії Молдови. Ви можете допомогти проєкту, виправивши або дописавши її. |